# 9th New Hampshire Infantry
Le 9th New Hampshire Volunteer Infantry est un régiment d'infanterie qui a servi dans l'armée de l'Union pendant la guerre de Sécession.

## Service
La levée du 9th New Hampshire Infantry fait suite à la demande en mai 1862 du département de la guerre ; au titre de cette demande le New Hampshire doit fournir un régiment d'infanterie supplémentaire. Le régiment est organisé à Concord, au New Hampshire et entre en service pour trois ans d'engagement, le 15 août 1862. Les hommes se voient offrir une prime d'engagement de 20 $ (512 $ actuels), prime qui monte par la suite à 50 $ (1 281 $ actuels). Le colonel Enoch Q. Fellows, ancien colonel du 3rd New Hampshire Infantry, est nommé à tête du régiment.
Le régiment est affecté à la première brigade de la deuxième division du IXe corps de l'armée du Potomac, jusqu'en mars 1863. Il est dans la première brigade de la deuxième division du IXe corps, du département de l'Ohio jusqu'en juin 1863. Il appartient de la première brigade de la deuxième division du IXe corps de l'armée du Tennessee, pour septembre 1863. Il est dans le district du centre-nord du Kentucky de la première division du XXIIIe corps du département de l'Ohio, jusqu'en février 1864. Il est affecté ensuite à la première brigade de la deuxième division du IXe corps de l'armée de l'Ohio jusqu'en avril 1864. Il est dans la deuxième brigade de la deuxième division du IXe corps de l'armée du Potomac jusqu'en juin 1865.
Le 9th New Hampshire Infantry quitte le service le 10 juin 1865. Les recrues dont les engagements n'ont pas expirés, sont transférées dans le 6th New Hampshire Infantry.

## Service détaillé

### 1862
Le 9th New Hampshire Infantry quitte le New Hampshire pour se rendre à Washington, D.C., le 25 août 1862. Il est à Arlington Heights, en Virgnie jusqu'au 6 septembre. Il marche vers la Monocacy River pour rejoindre l'armée du 6 au 13 septembre. Il participe alors à la bataille de South Mountain, au Maryland le 14 septembre 1862. 
Il prend part à la bataille d'Antietam les 16 et 17 septembre. Il est ensuite en service à Pleasant Valley, au Maryland jusqu'au 27 octobre 1862. Il effectue un mouvement vers Falmouth, en Virginie du 27 octobre au 19 novembre. Il prend part aux combats de Waterloo Bridge les 9 et 10 novembre. Il participe à la bataille de Fredericksburg du 12 au 15 décembre.

### 1863
Le 9th New Hampshire Infantry prend part à la deuxième campagne de Burnside, « la marche dans la boue », du 20 au 24 janvier 1863. Il part pour Newport News, en Virginie le 11 février, puis pour Lexington, au Kentucky, du 25 au 31 mars. Il reste en service dans le centre du Kentucky jusqu'en juin. Il part ensuite pour Vicksburg, au Mississippi, du 3 au 14 juin et participe au siège de Vicksburg, au Mississippi du 14 juin au 4 juillet. 
Il prend part à l'avance sur Jackson, au Mississippi du 4 au 10 juillet et participe au siège de Jackson du 10 au 17 juillet. Il reste à Milldale, au Mississippi jusqu'au 10 août. Il part ensuite à Covington, au Kentucky du 10 au 21 août ; puis est au camp Nelson, au Kentucky, le 25 août. Il est en service de gardiennage du chemin de fer entre Cincinnati, en Ohio, et le camp de Nelson, au Kentucky, jusqu'en janvier 1864.

### 1864
Le 9th New Hampshire Infantry part pour le camp Burnside, le 15 janvier 1864 puis marche sur Knoxville, au Tennessee, du 19 février au 17 mars. Il passe par les Cumberland Mountains, en chemin du camp Burnside pour Nicholasville, au Kentucky du 21 au 31 mars. Il se rend à Annapolis, au Maryland du 2 au 5 avril. Il participe à la campagne de la Rapidan vers la James River, en Virginie, du 3 mai au 15 juin. Il prend part aux batailles de la Wilderness du 5 au 7 mai, de Spotsylvania du 8 au 12 mai et Spotsylvania Court House du 12 au 21 mai. Il participe à l'assaut contre le Saillant à Spotsylvania Court House du 12 mai 18646. Il prend part à la bataille de North Anna River du 23 au 26 mai. Il est sur la ligne de la Pamunkey du 26 au 28 mai. Il participe à la bataille de Totopotomoy 28 au 31 mai puis à celle de Cold Harbor du 1er au 12 juin. Il combat ensuite lors de la bataille de Bethesda Church du 1er au 3 juin. Il est devant Petersburg du 16 au 18 juin et prend part au siège de Petersburg du 16 juin 1864 au 2 avril 1865. Il participe à l'explosion de la mine à Petersburg, le 30 juillet 1864. Il prend part à la bataille de Weldon Railroad du 18 au 21 août. Il participe à la bataille de Poplar Springs Church du 29 septembre au 2 octobre et à celle de Boydton Plank Road les 27 et 28 octobre.

### 1865
Le 9th New Hampshire Infantry fait partie de la garnison du fort Alexander Hays, jusqu'en avril 1865.
Il participe à la campagne d'Appomattox du 28 mars au 9 avril 1865 au cours de laquelle il participe à l'assaut contre et à la chute de Petersburg le 2 avril. Il prend part à l'occupation de Petersburg le 3 avril et à la poursuite de Lee du 3 au 6 avril. Il est détaché à la garde de l'armée d'Ewell le 6 avril. Il part pour Alexandria du 20 au 27 avril et y est en service jusqu'au mois de juin. Il défile lors de la grand revue des armées le 23 mai.

## Victimes
Le régiment perd un total de 409 hommes pendant le service ; 10 officiers et 145 soldats sont tués ou blessés mortellement, 3 officiers et 251 soldats sont morts de maladie.

## Commandants
- Colonel Enoch Q. Fellows
- Colonel Herbert Bradwell Titus
- Lieutenant-colonel John W. Babbitt - a commandé lors des batailles de Fredericksburg et de la Wilderness
- Capitaine John B. Cooper - a commandé lors de la bataille du Cratère